# Store Grundet
Store Grundet er dannet af en nedlagt landsby "Grundet" på 7 gårde. som Frederik II i 1578 mageskiftede for Starup til Iver Vind. Gården ligger 2 km nord for Vejle. Store Grundet er helt udstykket i dag og ligger i Hornstrup Sogn, Nørvang Herred, Vejle Kommune. Hovedbygningen er opført i 1840-47.

## Ejere af Store Grundet
- (1536-1578) Kronen
- (1578-1586) Iver Vind
- (1586) Henrik Iversen Vind / Christen Iversen Vind / Jacob Iversen Vind
- (1586-1607) Henrik Iversen Vind
- (1607-1610) Jacob Iversen Vind
- (1610-1615) Iver Jacobsen Vind
- (1615-1624) Helvig Skinkel gift Vind
- (1624-1646) Niels Iversen Vind
- (1646) Kirsten Nielsdatter Vind gift (1) Krabbe (2) von Gamm
- (1646-1670) Tage Krabbe
- (1670-1679) Kirsten Nielsdatter Vind gift (1) Krabbe (2) von Gamm
- (1679-1685) Otto Frederik von Gamm
- (1685-1701) Christoffer Ottesen von Gamm
- (1701-1705) Erik Tagesen Krabbe
- (1705-1710) Ditlev von Brockdorff
- (1710-1722) Schack von Brockdorff
- (1722-1730) Heinrich Ditlevsen von Brockdorff
- (1730-1731) Enkefru von Brockdorff
- (1731-1780) Schack von Brockdorff
- (1780-1784) Hedevig Sophie von Grabow gift von Brockdorff
- (1784-1801) Hans Helmuth von Lüttichau
- (1801-1822) Schack Hansen Lüttichau
- (1822-1834) Hans Helmuth Lüttichau / Mathias Lüttichau
- (1834-1870) Mathias Lüttichau
- (1870-1872) Mathias Lüttichaus dødsbo
- (1872-1885) Johan Sigismund Knuth
- (1885-1887) Johan Sigismund Knuths dødsbo
- (1887-1909) Christian Frederik Johansen Knuth
- (1909-1930) Niels Skou
- (1930-1975) Niels Skou / Christian Skou
- (1975-1999) Vejle Kommune (hovedbygningen)
- (1975-1981) Niels Skou (godset)
- (1981-1999) Niels Skou (godset)
- (1999-2003) Martin Johansen (hovedbygningen)
- (2003-) Otto Niels Skou Christensen (hovedbygningen)

55°44′1″N 9°32′50″Ø / 55.73361°N 9.54722°Ø
|  | Denne artikel om en bygning eller et bygningsværk kan blive bedre, hvis der indsættes et (bedre) billede. Du kan hjælpe ved at afsøge Wikimedia Commons for et passende billede eller lægge et op på Wikimedia Commons med en af de tilladte licenser og indsætte det i artiklen. |